# Liste der Nummer-eins-Hits in Kanada (2000)
Diese Liste enthält alle Nummer-eins-Hits in Kanada im Jahr 2000. Es gab in diesem Jahr 16 Nummer-eins-Singles.
| Singles | Alben |
| --- | ----- |
| - Eiffel 65 – Blue (Da Ba Dee) - 2 Wochen (13. Dezember 1999 – 9. Januar 2000) - Savage Garden – I Knew I Loved You - 2 Wochen (10. Januar – 23. Januar, insgesamt 4 Wochen) - Christina Aguilera – What a Girl Wants - 1 Woche (24. Januar – 30. Januar, insgesamt 3 Wochen) - Savage Garden – I Knew I Loved You - 2 Wochen (31. Januar – 13. Februar, insgesamt 4 Wochen) - Christina Aguilera – What a Girl Wants - 2 Wochen (14. Februar – 27. Februar, insgesamt 3 Wochen) - Backstreet Boys – Show Me the Meaning of Being Lonely - 2 Wochen (28. Februar – 12. März) - soulDecision – Faded - 1 Woche (13. März – 19. März) - *NSYNC – Bye Bye Bye - 1 Woche (20. März – 26. März) - Third Eye Blind – Never Let You Go - 3 Wochen (27. März – 16. April) - Santana feat. The Product G&B – Maria Maria - 1 Woche (17. April – 23. April) - Sonique – It Feels So Good - 5 Wochen (24. April – 28. Mai) - Britney Spears – Oops!… I Did It Again - 6 Wochen (29. Mai – 9. Juli) - *NSYNC – It's Gonna Be Me - 3 Wochen (10. Juli – 30. Juli) - Matchbox 20 – Bent - 2 Wochen (31. Juli – 13. August, insgesamt 5 Wochen) - The Moffatts – Bang Bang Boom - 1 Woche (14. August – 20. August) - Matchbox 20 – Bent - 3 Wochen (21. August – 10. September, insgesamt 5 Wochen) - Madonna – Music - 9 Wochen (11. September – 10. November) - Backstreet Boys – Shape of My Heart - 5 Wochen (11. November – 22. Dezember) - O-Town – Liquid Dreams - 3 Wochen (23. Dezember 2000 – 12. Januar 2001) |       |